# Château de Puyvidal
Le château de Puyvidal ou du Puy Vidal est un château fort français qui domine la vallée du Bandiat à Saint-Projet-Saint-Constant près de La Rochefoucauld en Charente.

## Historique
Le Vidal qui a donné son nom à la motte puis au château reste inconnu, le premier seigneur attesté est Guyot David qui rend hommage en 1267 au comte d'Angoulême Hugues de Lusignan. Le château de Puyvidal par les femmes en dot ou en héritage change plusieurs fois de famille et passe en 1456 à Charles de Livron. La famille de Livron gardera Puyvidal jusqu'en 1908.
Il a été inscrit monument historique le 18 septembre 2006.

## Architecture
Les trois tours cylindriques peuvent dater du XIIIe siècle. La tour nord-ouest a été remplacée en 1810 par un pavillon rectangulaire. La tour sud-ouest aurait pu être une salle de justice, mais sa transformation en appartement en a détruit les spécificités.
Le logis, maison fortifiée rectangulaire, reconstruite au XVe siècle, est percée de fenêtres à meneaux. Il est adossé aux restes de la courtine nord. La porte, à moulures prismatiques, ouvre sur un escalier en œuvre, chose peu courante à cette époque, la vis étant éclairée par des baies moulurées. Ses charpentes ont été modifiées au XIXe siècle transformant les toitures en toits plats.
Le bâtiment du XIXe siècle a été construit à la place de la courtine et de la porte médiévale.

## Jardins
Les jardins, créés en 2002, sont classés en tant que jardin remarquable. Ils comportent notamment une large pelouse, un labyrinthe de buis, une allée de cyprès, un petit bois de charmilles, ainsi qu'un jardin floral et un jardin potager.

## Galerie

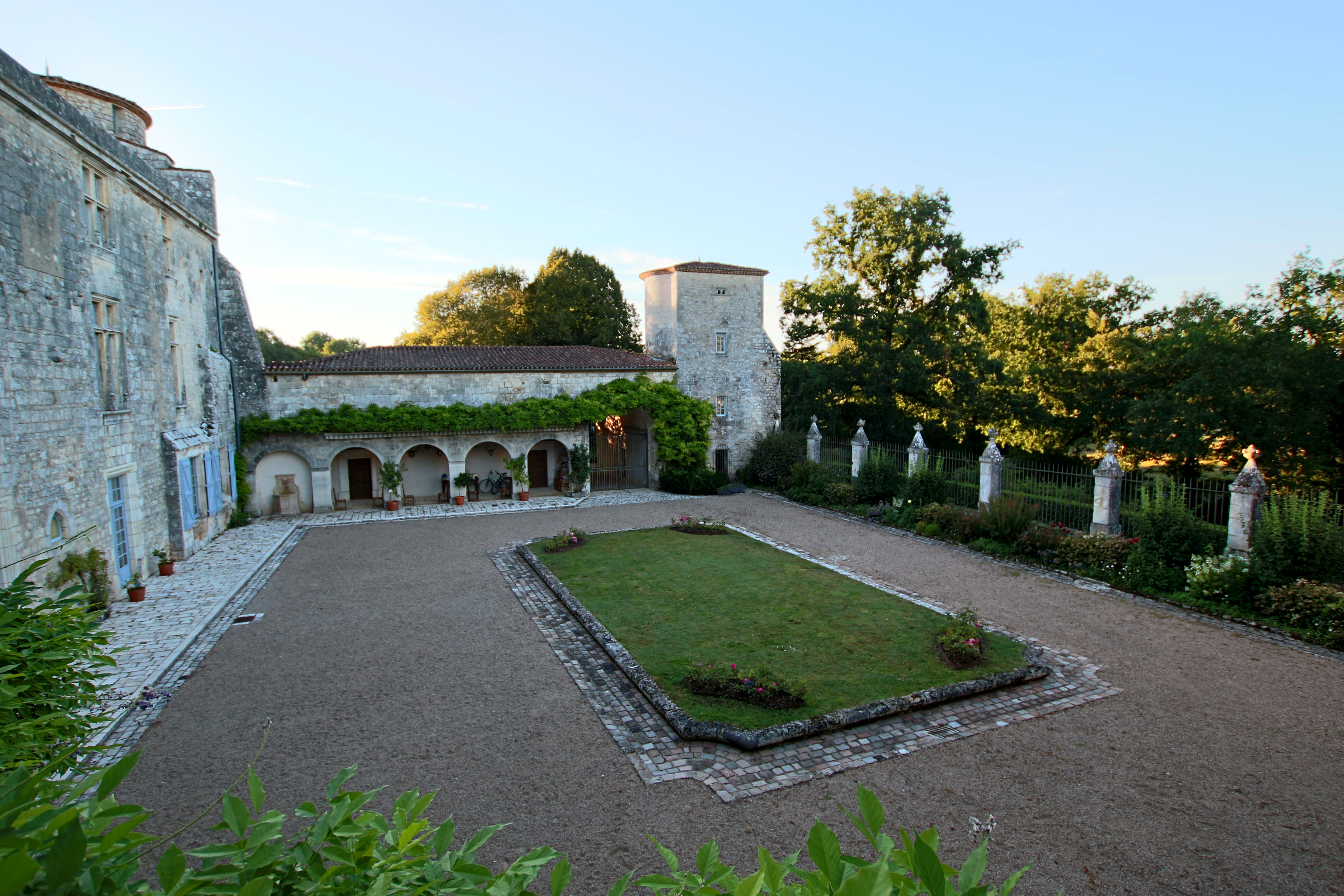
Cour intérieure du château de Puyvidal. A gauche, l'aile Nord, en face, l'aile Est.
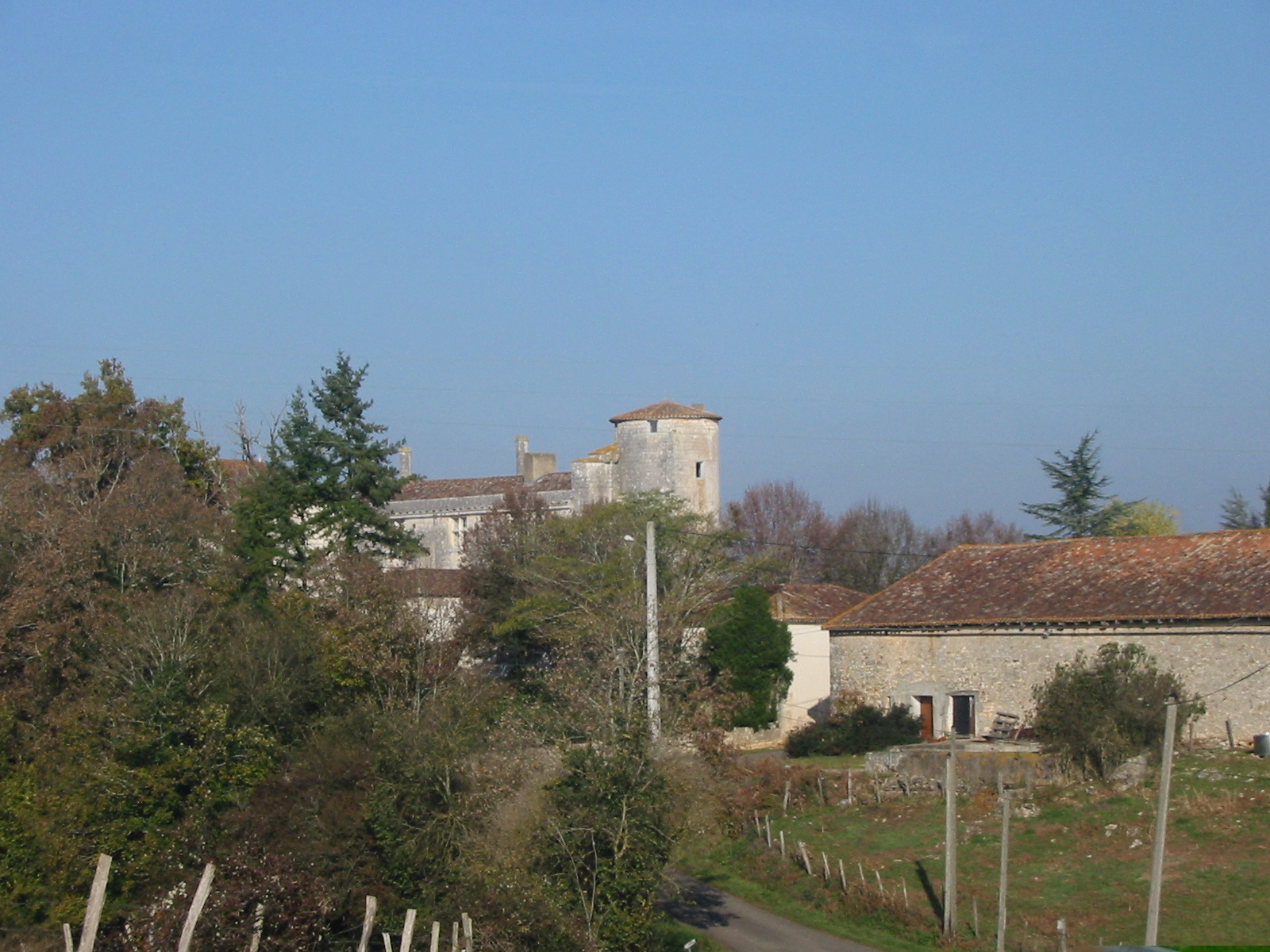
Vue depuis la campagne environnante.
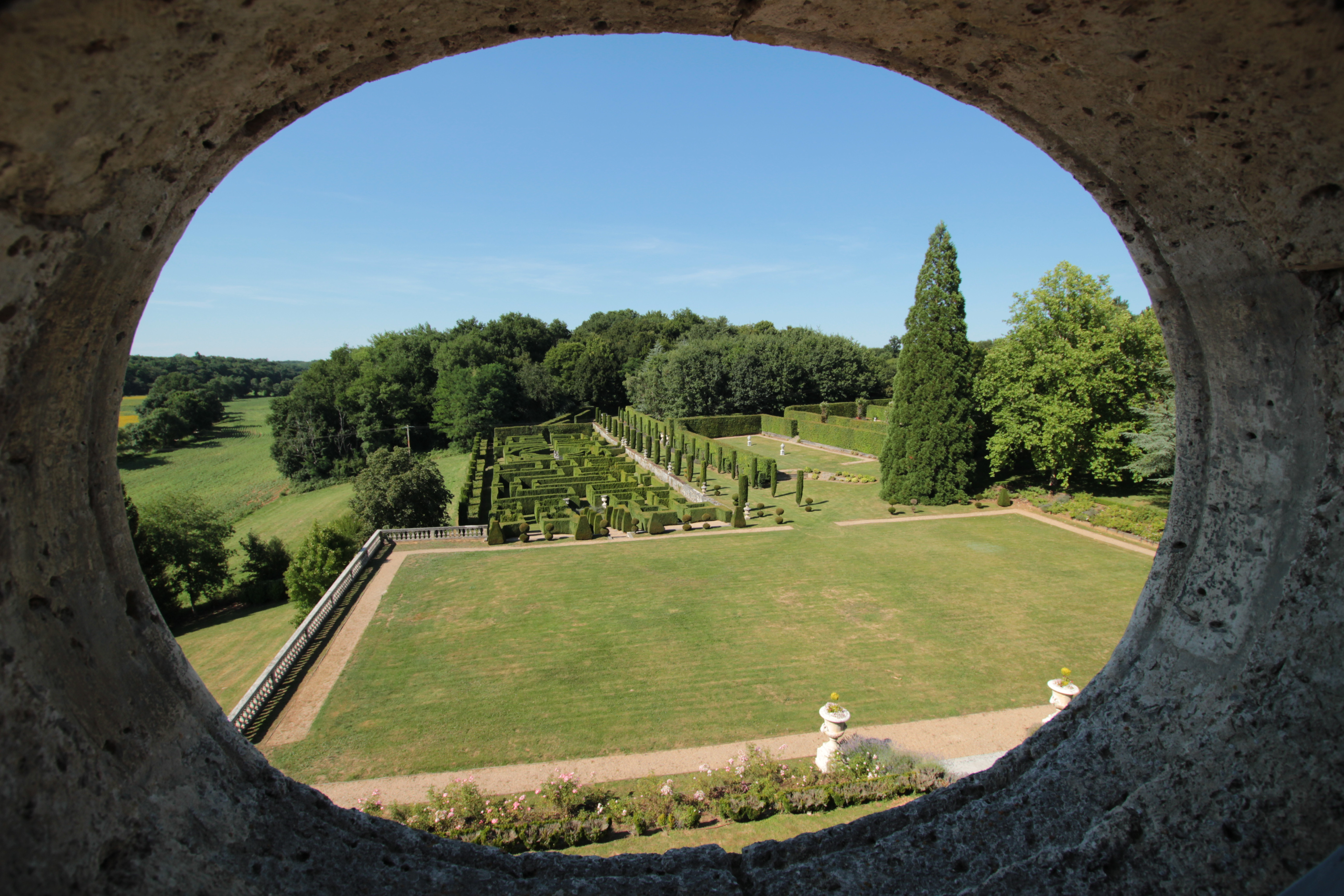
Les jardins vus depuis le château, classés jardin remarquable.